# فابیانو دی لیما کامپوس ماریا
فابیانو دی لیما کامپوس ماریا (به پرتغالی: Fabiano de Lima Campos Maria) مهاجم اهل برزیل است که در شهر سائو خوزه دوس کامپس و در تاریخ ۲۴ نوامبر ۱۹۸۵ به دنیا آمده‌است.
فابیانو دی لیما کامپوس ماریا در تیم‌های فوتبال Ponte Preta سابقهٔ حضور دارد.